# So geht das jede Nacht
Chansons représentant l'Allemagne au Concours Eurovision de la chanson
Im Wartesaal zum großen Glück
(1956) Telefon, Telefon
(1957)
So geht das jede Nacht (« C'est ainsi chaque nuit ») est la deuxième chanson, après Im Wartesaal zum großen Glück, représentant l'Allemagne (de l'Ouest) au premier Concours Eurovision de la chanson, en 1956 (la seule édition à permettre deux chansons par pays), interprétée par le chanteur autrichien Freddy Quinn et dirigée par Fernando Paggi. L'évènement se déroulait à Lugano, en Suisse.
Elle est intégralement interprétée en allemand, langue nationale, comme le veut la coutume avant 1966. Musicalement, c'est du rock 'n' roll, avec des sonorités jazz (l'utilisation du vibraphone).
Il s'agit de la onzième chanson interprétée lors de la soirée, après Mony Marc qui représentait la Belgique avec la chanson Le Plus Beau Jour de ma vie et avant Dany Dauberson qui représentait la France avec Il est là. Le tableau d'affichage pour ce concours n'a jamais été rendu public, il est donc impossible de dire avec certitude comment la chanson s'est classée, seule la chanson gagnante Refrain fut annoncée,.
Quinn a également enregistré la chanson en japonais sous le titre Kimi wa maiban no (きみは毎晩の).